# 2015年欧州難民危機

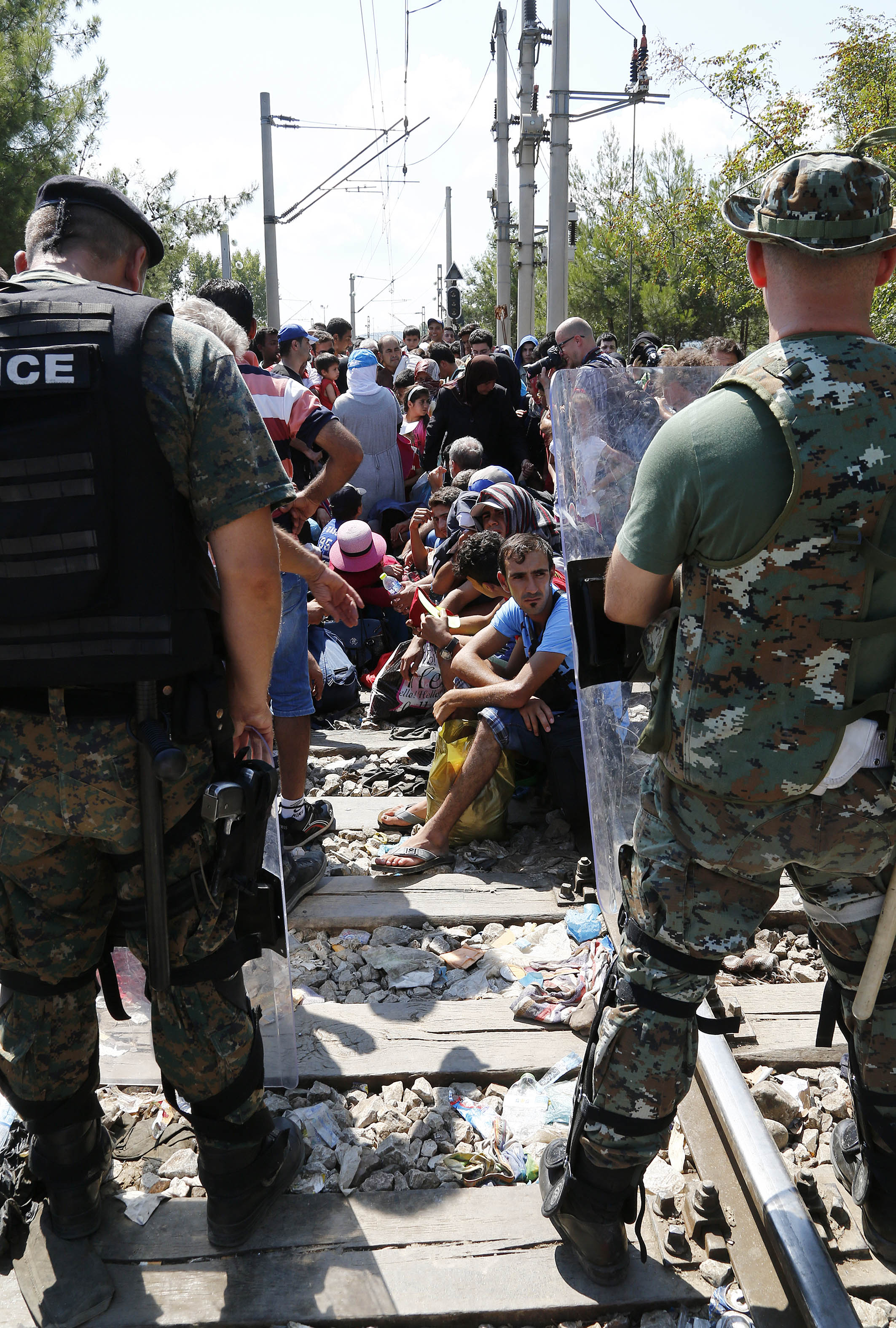
ギリシャ、マケドニア国境の移民。2015年8月24日、ゲヴゲリヤ。

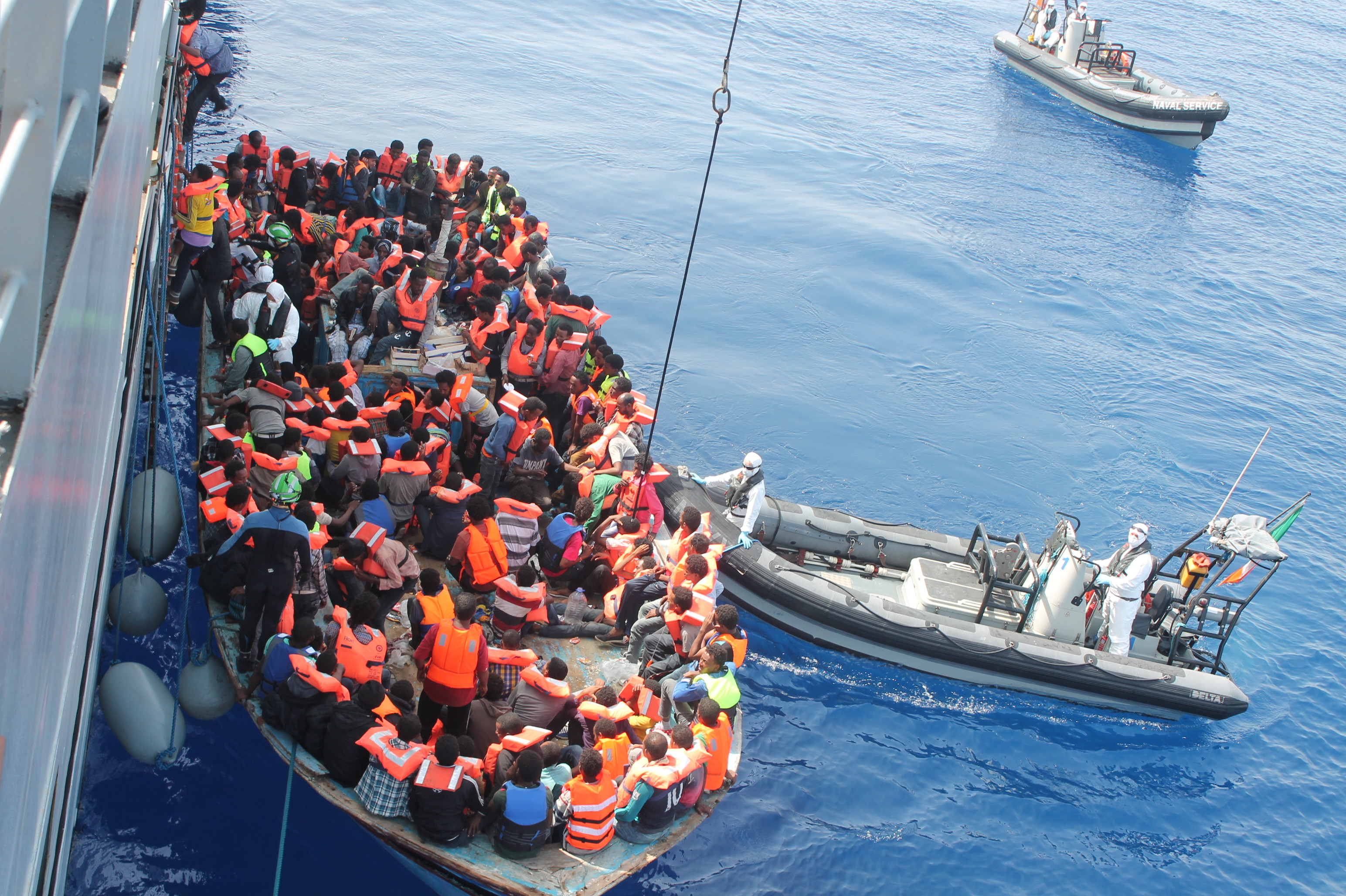
オペレーション・トリトン（Operation Triton）の一環で定員超過の移民船の救助に当たるアイルランド海軍（Irish Naval Service）。2015年6月。

2015年欧州移民危機（英: European migrant crisis）もしくは2015年欧州難民危機（英: European refugee crisis ）とは、地中海やヨーロッパ南東部を経由してEUへ向かう100万人を超す難民・移民により引き起こされた社会的・政治的危機である。

## 概要
2015年、ヨーロッパ諸国には中東やアフリカなどから前年の二倍以上の難民が殺到し、国際連合難民高等弁務官事務所（UNHCR）は2015年の年末、年初から欧州に到達した難民・移民の数は100万人を超えると発表した。中東（シリア、イラク）、アフリカ（エリトリア、ナイジェリア、ソマリア、スーダン）、南アジア（アフガニスタン、パキスタン）、バルカン半島西部（コソボ、アルバニア）が移民および難民の主な出身地となっている。UNHCRによれば、2015年9月時点で地中海経由の難民の内訳はシリア（51%）、アフガニスタン（14%）、エリトリア（8%）である。移民の多く（69%）は成人男性である。「欧州難民危機」という語は
2000人近くの移民を乗せた5隻の船が地中海に沈み1200名の犠牲を出した事故を受けて2015年4月ごろから一般的に使われるようになった。
この沈没事故は、北アフリカの複数の国と中東のやはりいくつかの国々が抱えていた紛争を背景とし、EUの国々がイタリアが行っていた移民船救助作戦（Operation Mare Nostrum、以下OMN）への経済的支援を拒むという流れの中で発生した。このOMNは2014年11月に欧州対外国境管理協力機関主導のオペレーション・トリトン（Operation Triton）に引き継がれた。
2015年4月23日、EU政府はイタリアが単独で行っていたOMNと同等の能力を期待し地中海の国境警備予算を3倍に増額することで合意した。この決定に対しアムネスティ・インターナショナルはオペレーションの範囲を拡大しなかったことに対してEUの決定を批判した。数週間の後、EUはローマを本拠地とし、イタリアの海軍提督、エンリコ・クレデンディーノ（Enrico Credendino）の指揮する新たな作戦、EU Navfor Medの開始を決定した。
ユーロスタットに拠れば、2014年の欧州連合加盟国が受け取った難民申請は626,000件で、これは672,000件の申請を受けた1992年以降で最多となる。このうちの16万人が初回申請で受理された。初回で受理されなかった難民のうち約2万3千人が追加措置で庇護された。EUの難民庇護申請の約3分の2をドイツ、スウェーデン、イタリア、フランスが受け持ち、承認された庇護難民のうちの3分の2を受け持っている。EU加盟国それぞれの人口との比率でみれば、ハンガリー、スウェーデン、オーストリアが一人当たりの難民庇護申請の届出数が上位にくる。
2017年には玄関口となっていた国との協力もあり100万人を超えていた移民、難民の流入が20万人まで減少した。

## 背景

### シェンゲン・エリアとダブリン規約

青い範囲がシェンゲン圏。

シェンゲン協定には26の国家（EUからの22カ国に加え欧州自由貿易連合から4カ国）が参加している。シェンゲン圏内では国境での検問が廃止され、一方で圏内外での往来が制限される。そして圏外との国境を抱える国々は国境管理の義務を負う。そしてダブリン規約（Dublin III Regulation）はEUの参加国に難民申請の調査を行う責任を負わせている。申請者の親族の居住地や人道的な理由が無い限りは、規定では不法移民（難民）が最初に到着した国が彼らに対する責任をもつことになっている。これはアサイラム・ショッピング（EU圏内の国々へ複数の難民申請を行う行為）、あるいはアサイラム・オービッティング（目当ての国への難民申請をするために国々渡り歩く行為）を防ぐための規定である。もしも不法移民（難民申請者）が別の加盟国に移動した場合は彼らが最初に到着した国へ送還することができる。この規定はシェンゲン圏外との国境を抱える国々、たとえばイタリア、ギリシャ、ハンガリーなどに対して責任を押し付けすぎていると批判された。

### 2015年以前の国外出生者の割合

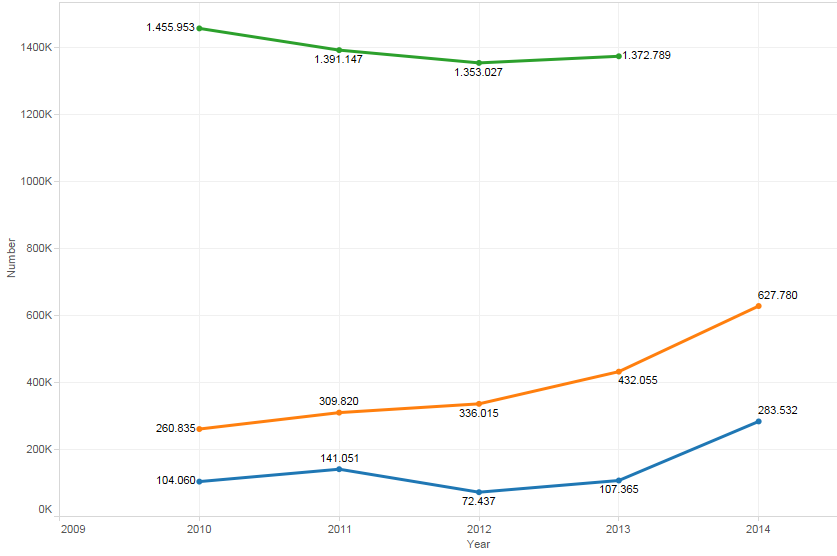
2010年から2014年のEU圏内の統計。EU圏外からの移民者数（緑）、難民申請者数（オレンジ）、不法越境者数（青）。

2014年のEU圏内居住者の圏外出生者数は3300万人でEU加盟28カ国の総人口（5億人強）の7%を占める。比較のために挙げると日本の総人口における国外出生者は1.63%、ロシアは7.7%、アメリカが13%、カナダが20%、オーストラリアが27%である。難民を除いた、つまり正規の手続きを踏んだEU圏内への移民者数は2010年から2013年の間に140万人であり、2010年以降減少している。
2014年以前の難民申請の2014年以前のピークは1992年（672,000件）、2001年（424,000件）、2013年（431,000件）である。2014年は626,000件を記録した 。国際連合難民高等弁務官事務所によれば2014年末までに難民を受け入れた国は規模の大きい順にフランス（252,264件）、ドイツ（216,973件）、スウェーデン（142,207件）、イギリス（117,161件）である。上位10カ国にヨーロッパ以外の国は出てこない。
2014年以前に欧州対外国境管理協力機関が発見した不法越境者数のピークは、2011年（141,051名）である。この数字は陸路越境、海路越境の区別をしておらず、難民を装っているだけの人々も含まれる。

### 世界的な難民危機
国際連合難民高等弁務官事務所によれば、2014年末までに全世界で住む場所を追われた人々（国内避難民を含む）は5950万人に達し、第二次大戦以降では最多、2011年以降では40%増加している。5950万人のうち、1440万人が難民（パレスチナ難民を除く）で、2013年比で270万人（23%）増加している。加えて180万人は受け入れ先を探している難民申請者である。シリア難民が2014年での最大の難民グループ（390万人、前年比155万人増）で、ここ30年間で常にトップに位置していたアフガニスタン難民のグループ（260万人）を追い越した。大半のシリア難民はトルコ、レバノン、ヨルダンなどの近隣諸国に受け入れられているが、2011年以降ヨーロッパ諸国への難民申請が着実に増加しており、2015年の時点で348,540件に達している。全世界の難民の60パーセントはアフリカ諸国出身者、すなわちソマリア、スーダン、南スーダン、コンゴ民主共和国、中央アフリカ共和国、エリトリアなどが占める。

### 欧州における難民危機の始まり

ギリシャ、トルコ、ブルガリアの国境とマリツァ川。

2007年から2011年にかけて、中東やアフリカから相当数の不法移民（undocumented migrants）がトルコ・ギリシャ国境を越えた。それを受けて、欧州対外国境管理協力機関（Frontex）は国境管理を強化した。マリツァ川から外れた部分の国境にフェンスを建設すると、2012年ギリシャへ流入する移民は95パーセント減少した。続いて2015年にはブルガリアがトルコからの移民の流入を防ぐ目的で国境フェンスを強化した。
アラブの春以降の北アフリカの不安定な情勢とリビア内戦がアフリカから海路でのヨーロッパへの移民を容易にしている。リビアの不安定な中央政府は港の管理まで手が回らず、ヨーロッパ各国と連携がとれる状態にも無い。そのためにピープル・スマグリング（人の密輸）が横行している。このリビアの内戦は、かつて仕事を求めてリビアにやってきたアフリカの移民たちのリビア離れを促し、別の移民先を求める動機となっている。
2013年ランペドゥーザ島難民船沈没事故では、360名の死者を出した。これを受けてイタリア政府は、オペレーション・マレ・ノストラム（Operation Mare Nostrum）を開始した。捜索と救助を担う大規模な作戦で、強襲揚陸艦が導入され難民の保護に活用された。2014年にはイタリア政府は、一国が担うには経済的負担が大きすぎることを理由にこの作戦を終了した。捜索と救助は欧州対外国境管理協力機関が引き継ぎ、この作戦はオペレーション・トリトンと呼ばれる。イタリア政府は作戦の継続のためにEUに対し経済的な援助を打診していたが、各加盟国はその要請に応じなかった。イギリス政府はイタリアへの協力を拒んだ理由として、作戦が危険な地中海ルートによる移民の流入に拍車をかけてしまう可能性、それによりさらなる悲劇を引き起こす可能性への危惧を挙げた。この作戦は2機の哨戒機と3隻の船舶を7つのチームが運用し、審査の手続きまで行う。月間の予算は290万ユーロと試算されている。

## 移民

### 統計

#### 海路及び陸路による流入
| 2014年における国別の不法越境者数 （陸路、海路合計） | 2014年における国別の不法越境者数 （陸路、海路合計） |
| --------------------------------------------------- | --------------------------------------------------- |
| シリア                                              | 79,169                                              |
| エリトリア                                          | 34,586                                              |
| 不特定サブ・サハラ                                  | 26,341                                              |
| アフガニスタン                                      | 22,132                                              |
| コソボ                                              | 22,069                                              |
| マリ                                                | 10,575                                              |
| アルバニア                                          | 9,323                                               |
| ガンビア                                            | 8,730                                               |
| ナイジェリア                                        | 8,715                                               |
| ソマリア                                            | 7,676                                               |
| その他                                              | 54,216                                              |
| 合計                                                | 283,532                                             |

国際移住機関によれば、2014年だけで3,072名が地中海を越える過程で死亡するか行方不明になっている。2000年から2014年の期間で22,000人の移民が死亡したと試算されている。
2014年には、283,532名の移民が不法にEUの国境を越えている。中央地中海、東地中海、西バルカンがおもなルートとなる。このうち220,194名（2013年比で266%増）が地中海を越えており、そのうち半数はシリア、エリトリア、アフガニスタン出身者が占める。
2014年のこれら南ヨーロッパに到着した移民たちの大部分、170,664名（前年の277%増）はリビア経由でイタリアに入国している。一方で50,834名（前年の105%増）はトルコ経由でギリシャに入国している。62,000名がイタリアに難民申請をしているが、大部分のシリア人とエリトリア人、すなわちイタリアに入国した移民の半数に当たる者たちはイタリアに留まらずにさらに北を目指して旅を続ける。彼らは主にドイツやスウェーデンを目的地にしている。
2015年には前年の傾向に変化が現れる。この年の移民到着者数でギリシャはイタリアを追い越して首位に立ち、ギリシャへの移民到着者数は最初の半年だけで前年を越えた。2015年の最初の6ヶ月だけでイタリアに67,500名が到着、出身国の内訳はエリトリア（25%）、ナイジェリア（10%）、ソマリア（10%）となる。一方のギリシャには68,000名が到着、内訳はシリア（57%）、アフガニスタン（22%）となる。2015年の最初の半年だけで合計137,000名の移民が地中海を渡りヨーロッパへと入った。
2015年4月17日時点で、この年の1月からのイタリア到着者数は21,191名となった。3月には悪天候により減少したが4月10日以降に移民が殺到し、結果的に前年の同じ時期と同等の規模となった。しかしながら、死亡者数は2014年の最初の4ヶ月が96名だったのに対して2015年は500名を記録している。この数字は、4月13日と19日の大規模な沈没事故による犠牲者を含んでいない。
2015年8月初旬の国際連合難民高等弁務官事務所の発表によれば、2015年のこの時期までに250,000名の移民が海を越えてヨーロッパへと到着している。内訳は124,000名がギリシャ、98,000名がイタリアとなる。欧州対外国境管理協力機関（Frontex）によれば7月は107,500名の移民がEUに到着したと試算されており、ひと月での最多記録となった。8月には156,000名がEU圏内に到着、この年のEUの国境を越えた移民の数が500,000人を越えた（ただし、ハンガリー国境でセルビアにカウントされた移民たちは数週間前にトルコからギリシャを越えているときにもカウントされていることがわかっている）。
国際移住機関の試算によれば、2015年の9月10日時点で海を越えてヨーロッパへ渡った移民の数は432,761名で、これは2014年全体のおよそ2倍にあたる。2015年の移民の70パーセント（309,356名）はギリシャで登録されている。28パーセント（131,139名）がイタリアとなっているが、前年の同じ時期よりも増加率は落ち着いている。ギリシャに到着した者のうち70パーセント以上がシリア出身者で構成されている。国際移住機関の試算によればこの時期までに2,748名が地中海で命を落としている。このうちの2,620名が中央地中海ルートであるが、欧州対外国境管理協力機関（Frontex）の行っているオペレーション・トリトンの規模拡大が功を奏し、ここ数ヶ月の死亡率は低下している。
2016年1月時点で、約100万人の難民と経済移民が非合法なルートで欧州に入っている。

#### 難民申請

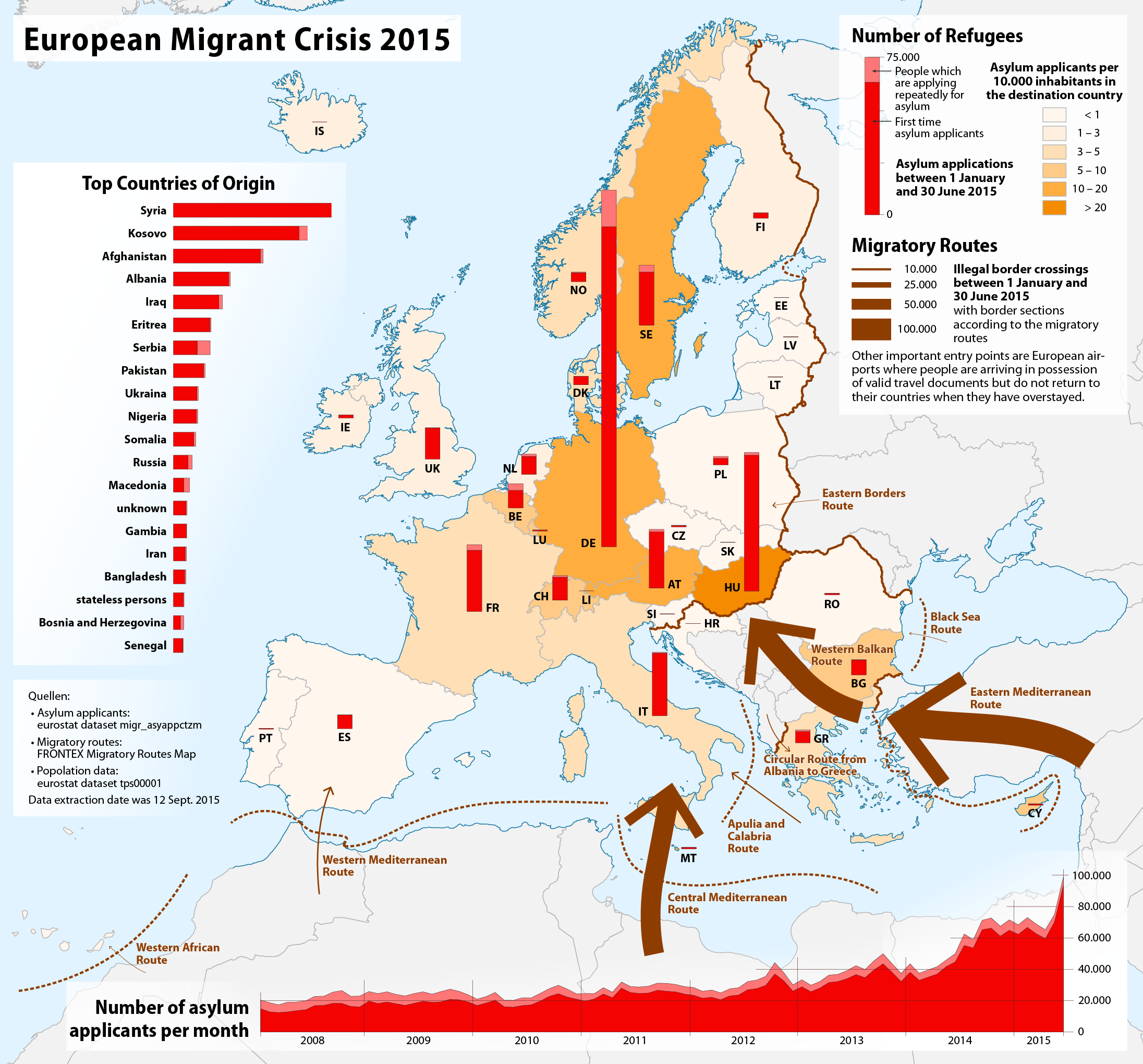
2015年1月1日から6月30日までにEUとEFTA加盟国の受け取った難民申請。ユーロスタットのデータに基づく。

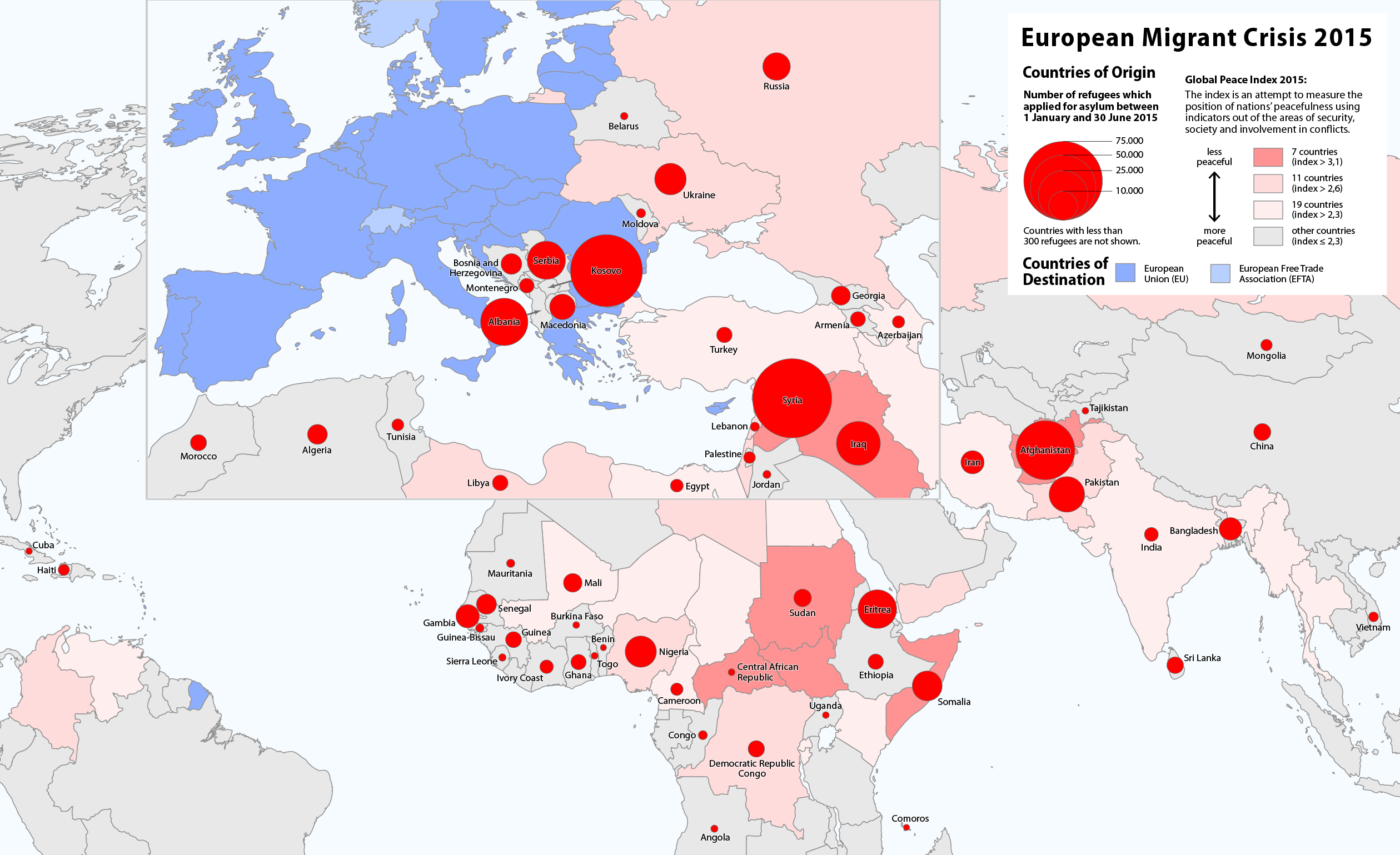
2015年1月1日から6月30日までにEUとEFTA加盟国に対し難民申請をした人々の出身国。

ユーロスタットによれば、欧州連合加盟国は2014年に626,715件の難民申請を受け付けた。これは、672,000件を記録した1992年以降で最大となる。これら申請者の出身国はそのうちのおよそ半分をシリア（20%）、アフガニスタン（7%）、コソボ（6%）、エリトリア（6%）、セルビア（5%）の5カ国が占める。
2014年の申請のうちで160,000件以上が1回目の審査で認定を受け、保護状態（protection status）に置かれた。23,000件は2度目の審査で規定を通過し、難民認定を受けている。審査通過率は1回目が45パーセント、2回目が18パーセントとなっている。認定を受けたもののうちの半数以上をシリア（68,000名、37%）、エリトリア（14,600名、8%）、アフガニスタン（14,100名、8%）出身者が占める。
ドイツ、スウェーデン、イタリア、フランスの4カ国が2014年にEUの受け取った申請全体の3分の2を占め、同様にこの4カ国が全体の3分の2の認定を出している。国民一人当たりの申請数を見るとスウェーデン、ハンガリー、オーストリアが上位を占める。それぞれ国民1000人当たりスウェーデンが8.4人、ハンガリーが4.3人、オーストリアが3.2人の難民申請を受け取ったことになる。
2015年の最初の3か月のEU全体の受け取った難民申請の総数は184,000件であった。これは、前年の同じ時期と比べて86パーセント増加しているが、2014年の最後の3か月と比べると増加率は安定している。申請者の主な出身国はコソボ（48,875件）、シリア（29,100件）、アフガニスタン（12,910件）である。続く四半期には213,200件の申請を受けている。前の四半期からの増加率は15パーセントとなる。申請の38パーセントをドイツが受けとり、ハンガリー（15%）、オーストリア（8%）が続く。難民申請者のうちの半数以上をシリア（21%）、アフガニスタン（13%）、アルバニア（8%）、イラク（6%）、コソボ（5%）がしめる。2015年8月、ドイツ政府はこの年の終わりまでに800,000件の難民申請を受け取ることになるだろうという予測を発表した。この数字は2014年のEU全体での数を上回る。2015年1月以降7月までにドイツは44,417件のシリア出身者からの申請を受け付け、シリア出身者がドイツの難民における最大グループとなった。一方で申請の40パーセントはバルカン半島出身者から出されており、これらのうちのほとんどは拒絶されるものと考えられる。

### 出身国と動機
移民の動機の特定には複雑さを伴う場合もあるが、例えばシリア、エリトリア、アフガニスタン出身者などのように大半の移民は戦火を避けるために、迫害から逃れるために国をでた難民である。国際連合難民高等弁務官事務所（UNHCR）によれば、2015年の9月中旬の時点では地中海を越えた移民のうちの82%が上位10位にランキングされる難民産出国の出身である。移民の出身国別にみると、2015年の最初の四半期にEUの加盟国に提出された難民申請のうち7カ国の審査通過率がそれぞれ50パーセントを越えている。例えば難民申請をしたシリア出身の移民の94%は難民と認定され保護されている。以下、エリトリア（90%）、イラク（88%）、アフガン（66%）、イラン（65%）、ソマリア（60%）、スーダン（53%）の出身者が続く。UNHCRによればこれら7カ国出身の移民は、2015年1月から8月の期間にギリシャに入国する移民の90パーセント、そしてイタリアにたどり着く移民の47パーセントをそれぞれ占めている。
アラブの春以降のISIL台頭も難民発生の起因となっている。また、難民をうむ直接の原因となっている戦争・紛争としてシリア内戦（2011-）、イラクにおける戦闘（2014-）、アフガニスタン紛争（2001-）、ソマリア戦争（2009-）、ダルフール紛争（2003-）が挙げられる。最も抑圧された国のひとつとして数えられるエリトリアの難民は無期限の徴兵と強制労働から逃れるために国を出ている。
西バルカン（コソボ、アルバニア）出身の移民と一部の西アフリカ（ガンビア、ナイジェリア）と南アジア（バングラデシュ、パキスタン）出身の移民はほとんどが経済難民であると考えられる。すなわち、貧困や失業から逃れるため難民としての正当な主張なしに国を出た者たちである。一方ナイジェリアやパキスタン出身の移民の中には経済難民に混じって、実際に暴力や戦火（例えばナイジェリア北東部におけるボコ・ハラムの反乱やパキスタンのワジリスタン紛争）から逃れるために国を出た者が存在する。
難民、移民らは既に形となっている中東やアフリカの難民コミュニティよりも寛大な社会保障や待遇を期待できる国への定住を優先的に考えている。フランスは歴史的に見れば人気の高い移民先であったが、ドイツとは対照的に2015年の移民の間では人気を落としている。

### 移民ルート
2015年8月時点で、欧州対外国境管理協力機関は移民がEU越境を目指すルートとして以下を確認している。
- 西アフリカルート
- 西地中海ルート
- 中央地中海ルート
- プッリャ州、カラブリア州ルート
- アルバニアからギリシャへの迂回ルート

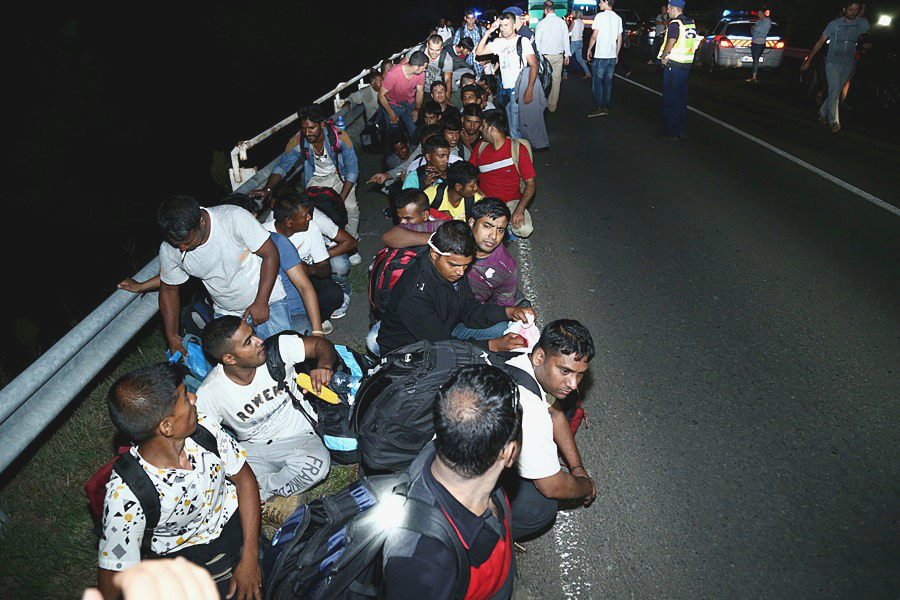
ハンガリー・セルビア国境の移民。2015年8月24日。

- 西バルカンルート（ギリシャからマケドニア、セルビアを抜けてハンガリー、あるいはクロアチアへ抜けるルート）[77]
- 東地中海ルート
- 東国境沿いルート

## 各国の状況

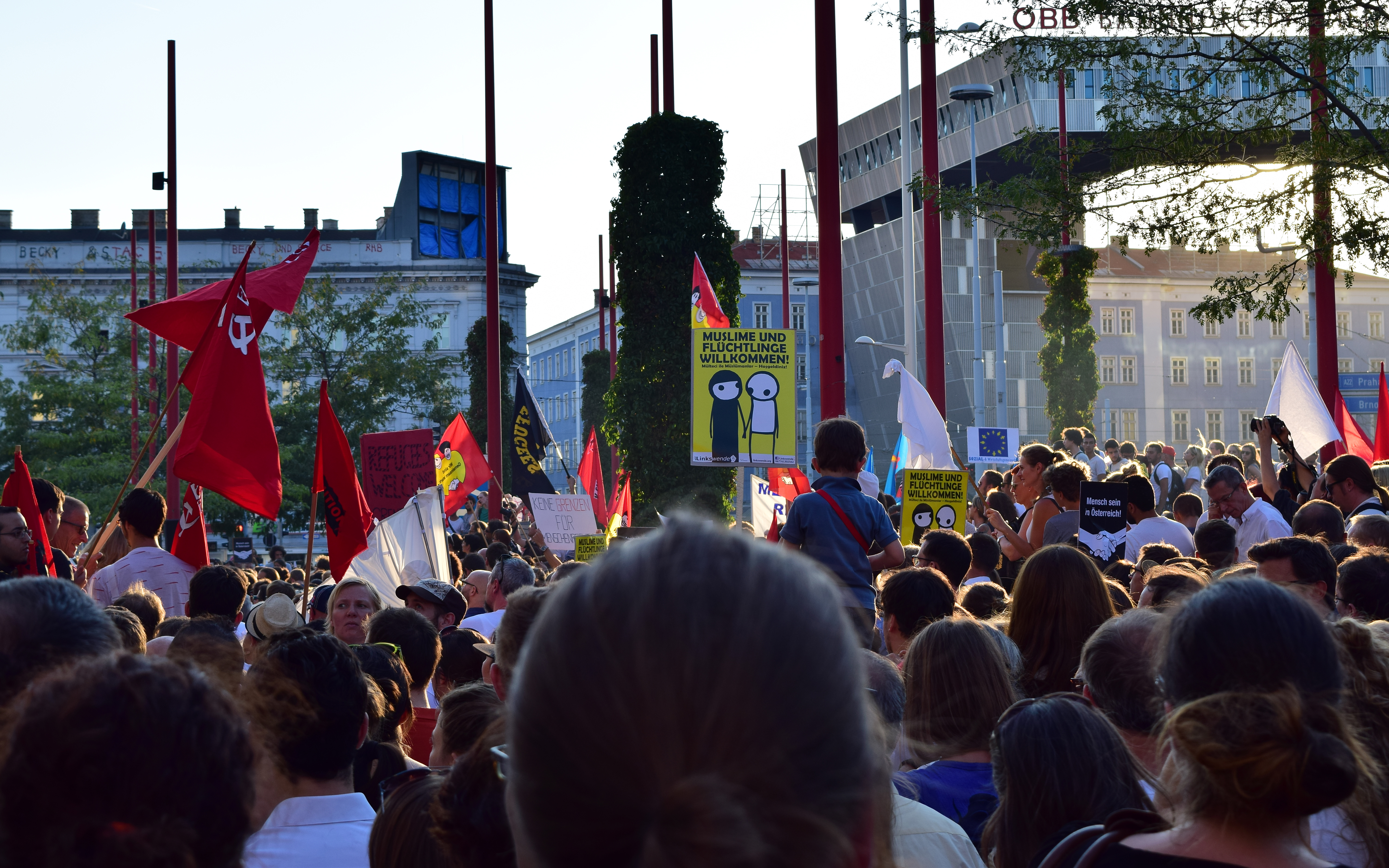
難民歓迎の意思を表明するオーストリア、ウィーンの市民（2015年8月31日）。

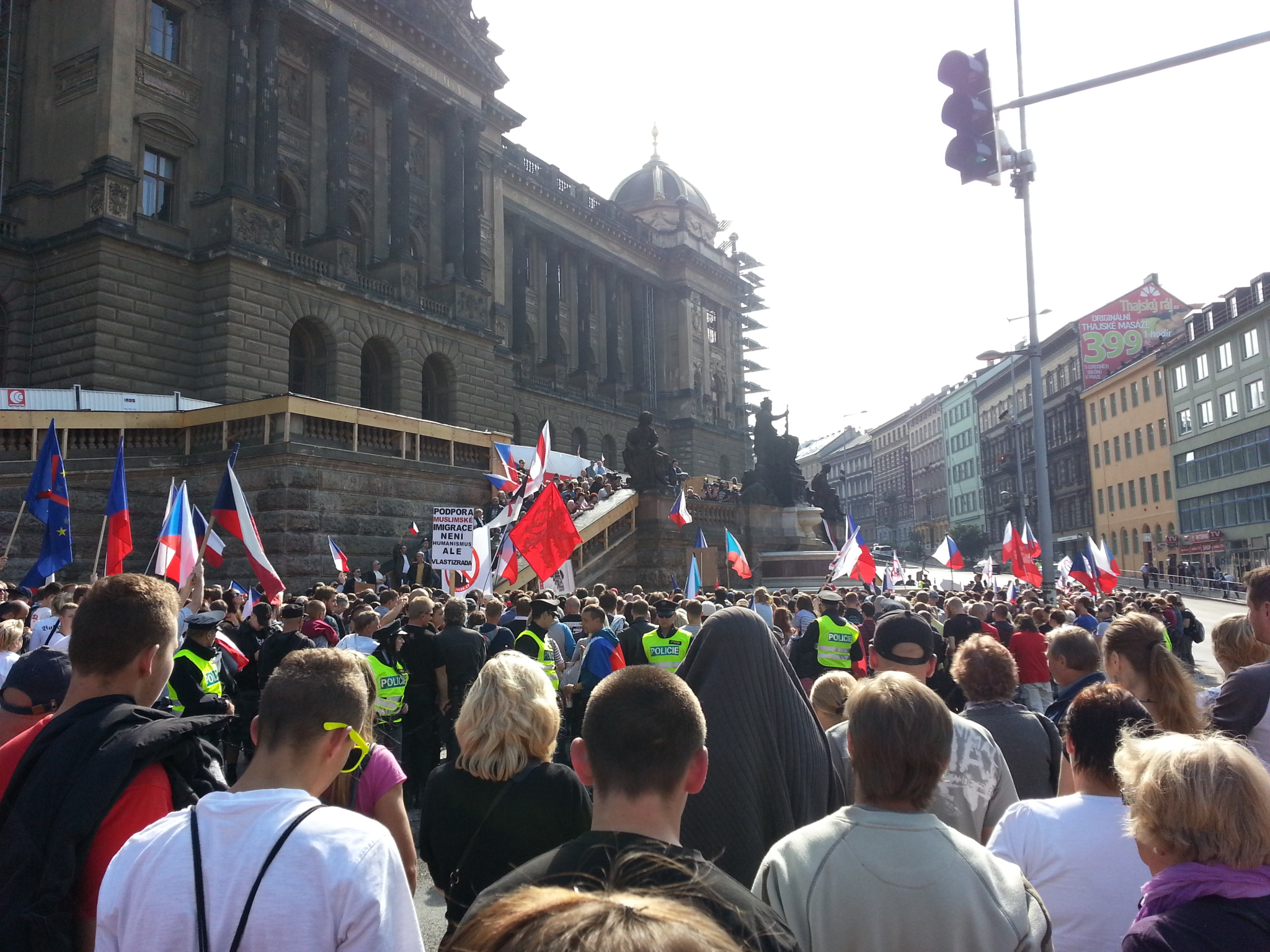
反移民を掲げるチェコ、プラハの市民（2015年9月12日）。チェコ人の70％以上は、中東やアフリカからの移行を拒否する世論調査結果が出ている。

### ドイツ
ドイツは、2015年には110万人の難民を受け入れているとともに、ドイツ政府はソーシャルメディアに人種差別発言の削除を要請した。受け入れた難民の多くは北アフリカと中東出身だった。
2015年大晦日にアラブ人・北アフリカ人によるドイツ女性に対するケルン大晦日集団性暴行事件が起きたことによりドイツ政府や政治家への大きな批判が行われている。
警察当局はケルンでの一連の事件の一部は過去2年にわたって起きたデュッセルドルフでの事件と酷似していると発表した。そのデュッセルドルフ事件では北アフリカ人らが女性に性的被害を与え、その女性の所持品を奪ったことが明らかになっている。トーマス・デメジエール氏はその犯行が組織的であったか、北アフリカ人による犯行だったかなどについての詳細がはやく明らかになることを期待すると述べた。
ケルンでの事件に関してケルン市長は、見知らぬ人達から腕長さの距離をとることで被害者女性は性犯罪被害を回避できたとする趣旨の発言をした。この発言が市民を怒らせる結果となった。
また事件が起こってから5日経過してメディアが事件を伝えたことも問題となっている。ドイツのZDFはその事件を夕方のニュースで伝えなかったことを公式に謝罪した。
難民の大量流入に一部ドイツ人は反発しており、各地で難民宿泊施設を標的にした放火事件が発生している。2016年1月には、難民施設への爆破テロ計画を計画したとして、4人が起訴されている。
ドイツのアンゲラ・メルケル首相は難民の地位に関するジュネーヴ諸条約に従い、ドイツは全ての庇護申請者を受け入れなければならないと主張するが、キリスト教社会同盟は庇護申請者が安全上の脅威が無いような国を経由して来た場合ではその申請者を受け入れる義務は絶対的ではないと反論している。キリスト教社会同盟はメルケル首相の支持団体だが難民危機ではメルケル首相の対応を批判している。スウェーデンが始めたような国境審査をドイツがやればバルカン半島での人道的災害となりシェンゲン圏の終わりになるとするメルケル首相の主張と、国境審査のような対処を怠ることこそがシェンゲン協定を終わらせるのだとするCSUの主張とが対立している。
ホルスト・ゼーホーファーは、メルケル首相らが自身らしか信じていないと指摘し、CSUのメルケル首相への支持は長くは続かないだろうと述べる。
2016年の難民受け入れ数は26万人であり、申請者の41%が認められた。

### フランス
フランスで2015年11月に過激派組織「IS（イスラミック・ステート）」が起こしたパリ同時多発テロ事件では、難民としてEUに入国したものから実行犯が出ている。

### スウェーデン
2015年、スウェーデンの夏のフェスティバルにおいてスウェーデンの若い女性が難民による性犯罪被害にあった。その一年前にも同様の事件があり、スウェーデン警察が事件の情報を国民に公開しなかったとして批判されている。スウェーデン女性への性的暴行事件の情報をすみやかに公開しなかったことは判断の誤りだったと検察側は認めたものの、検察側が糾弾される程度の事件隠蔽は無かったと主張している。

### ギリシャ
2015年7月の段階でギリシャに渡ってくる難民や越境者の数は2014年の1.5倍であり、トルコに近いレスボス島ではトルコからの越境者の数の増加が顕著になっている。レスボス島に居住するイギリス人夫妻が食料提供といった難民救助にあたっている。決死の覚悟で海を越えてやってくる難民の健康状態の著しい悪化など、事態がいかに深刻であるかをそのイギリス人は語る。
ギリシャ国内法にしたがえば、浜辺にたどり着いた難民を難民キャンプもしくは難民センターなどに車で運ぶことは法的には違法になりうる。例えば沿岸警備隊に救助されないまま島にたどり着いた越境者を、現地の者が車などで輸送すると約100ユーロの罰金となりうる。そして既に二人が逮捕される事態となっている。その英国人夫妻もギリシャ警察から難民を車で町まで運ばないように警告を受けている。よって難民は難民申請をするために、市街地へ暑い中を歩いて移動せねばならないのである。
ギリシャ経済の困窮で、国内の失業率25%となっている状況ではギリシャ政府が大多数の難民を救助するだけの余力がない。レスボス島の南部では、現地の活動家らが自主的に難民救助にあたっている。難民を車で運ぶことはグレーゾーンであるにしても、今にも死にそうな難民を放っておくことは罪だと現地の活動家は述べている。レスボス島の北部では、その島に4年近く住むオーストラリア人女性が港近くのレストランを難民キャンプに変えて難民救助にあたっている。

### ブルガリア
ブルガリアでは、2015年10月15日に難民射殺事件が起き、2015年欧州難民危機で初めて国境で難民が射殺される事件が起き国際的に関心を集める事態となった。
また、トルコから流入する難民流入を阻止すべく、2017年までに国境沿いにフェンスの建設を行った。

### デンマーク
デンマークでも、2015年5月時点で2014年にデンマーク入りした難民の数を超えた。デンマークでは2015年7月に中道右派のヴェンスタが与党となっており、難民に厳しい姿勢で望んでいる。デンマーク政府は、難民に関する予算の削減や難民がデンマークに帰化するのに必要な年数の引き上げを考えている。デンマークの雇用省は「デンマークを難民にとって魅力のない国にする」としている。2016年1月には、難民の財産を1万クローネ（約17万円）に制限し、それ以上の価値がある貴重品を接収する権限を警察に与える方針を発表した。結婚指輪や家族の肖像など、個人的に特別な価値のあるものは除外されるとされる。没収された金品は難民の滞在費に当てるとされる。

## 2015年夏の危機を招いた要因

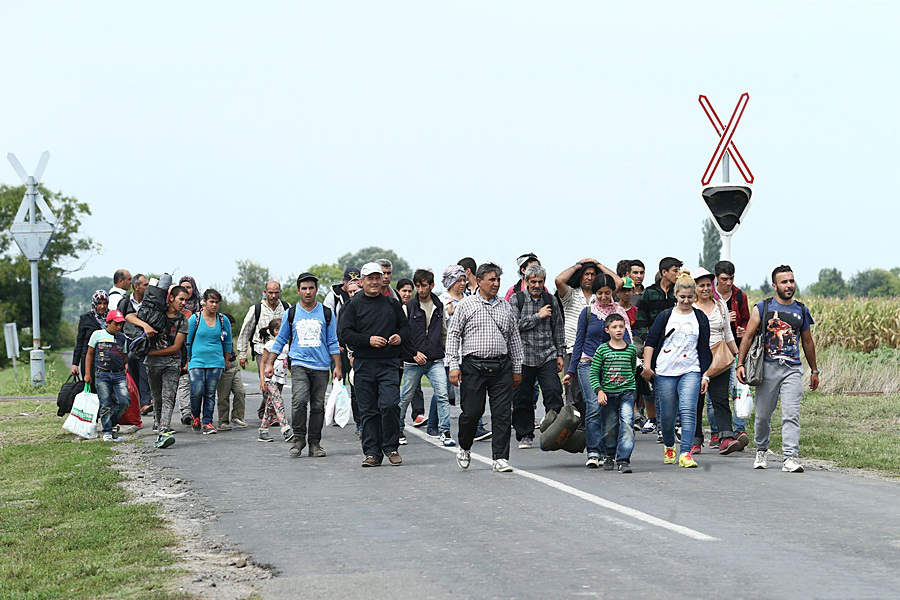
ハンガリー、セルビア国境付近の移民たち。2015年8月25日。

2015年夏の東地中海ルート、西バルカンルート（トルコ-ギリシャ-マケドニア-セルビア-ハンガリー）における移民が急増した理由として以下が指摘されている。
- 2015年6月半ばにマケドニア共和国政府は不法移民に対する政策の転換を発表した。以前は不法移民の国内通過は禁止されていたために移民たちは、たとえば夜に線路を歩くというような危険を冒していたが、6月の初旬からは移民たちに3日間の入国許可を出すようになった。これにより移民たちは合法的にマケドニアの交通機関、道路を使用できるようになった[95][96]。
- マケドニアルートの解放により、長く、危険でずっとコストのかかるリビア-イタリア・ルートよりも近く安上がりなトルコ-ギリシャ・ルートを選びやすくなった。ワシントン・ポストによれば危険度の低減はもちろんのこと、5千～6千ドルと見積もられていた旅費が2千から3千ドルにまで抑えることができるようになった[96]。
- アメリカのワシントン・ポストは、ドイツのメルケル首相がドイツが難民に対する仮の居住許可の発行を請け負ったこと、加えてドイツが難民を歓迎するという趣旨のテレビ映像が多くの人々をヨーロッパへの旅に駆り立てたとしている[96]。
- シリアのアサド政権が徴兵を強化する旨の発表をしたこと、同時にシリア人のパスポート取得を容易にしたことがシリアの人々を移民へと駆り立てた。中東の情勢に明るい専門家は、アサドのこれらの政策は敵対する勢力を国外へと追い出すことを意図したものではないかと推測している[96]。

## 反応

### EUの反応
2015年4月19日、イタリアのマッテオ・レンツィ首相はマントヴァの閣僚会合からローマに戻ると、フランスのフランソワ・オランド大統領、そしてマルタのジョゼフ・ムスカット首相と電話で話し。彼らは相次ぐ移民の死亡事故に関して緊急のヨーロッパ内相会談の開催を呼びかけることで合意した。レンツィは移民仲介（human trafficking）を現代の奴隷貿易だとして非難し、マルタのムスカット首相は4月19日の沈没事故を人類にとってここ数年で最悪の悲劇であると言及した。オランド大統領は移民ブローカーを移民の命を危険にさらすテロリストであると表現した。ドイツの移民・難民問題の担当官（Aydan Özoğuz氏）は気候が暖かくなればさらに移民が増えると見込まれること、そして捜索・救助作戦を再開する必要性に言及した。加え、マレ・ノストラム（Mare Nostrum、イタリアが単独で行っていた移民船の捜索、救助作戦）の停止が増加する危険な地中海縦断の旅に歯止めをかけるという考えは幻想だ、と語った。4月20日のルクセンブルク会合に先立ってフェデリカ・モゲリーニ欧州連合外務・安全保障政策上級代表は、EUが共同で行動を起こすことを呼びかけた。
記者会見でレンツィは、悲劇について話し合うための臨時の欧州理事会会合のなるべく早い開催を呼びかけていると語り、様々なヨーロッパの指導者たちはそれに賛同した。4月19日イギリスの政治家のナイジェル・ファラージがリビアのキリスト教徒たちを保護するようにと政府に求め、イタリア沖で移民たちが命を落とす事件についてイギリスのデーヴィッド・キャメロン首相とフランスのニコラ・サルコジ元大統領を非難した。ファラージは、リビアに起きている国外脱出はキャメロンとサルコジの承認した西側諸国の武力介入が原因となっていると主張した。キャメロンは4月20日、レンツィによる地中海移民問題の包括的解決を探すためのEU首脳会談の呼びかけを支持するとツイートした。キャメロン首相は後に木曜日のヨーロッパ首脳による緊急会合に参加することを確認した。

### 各国の反応

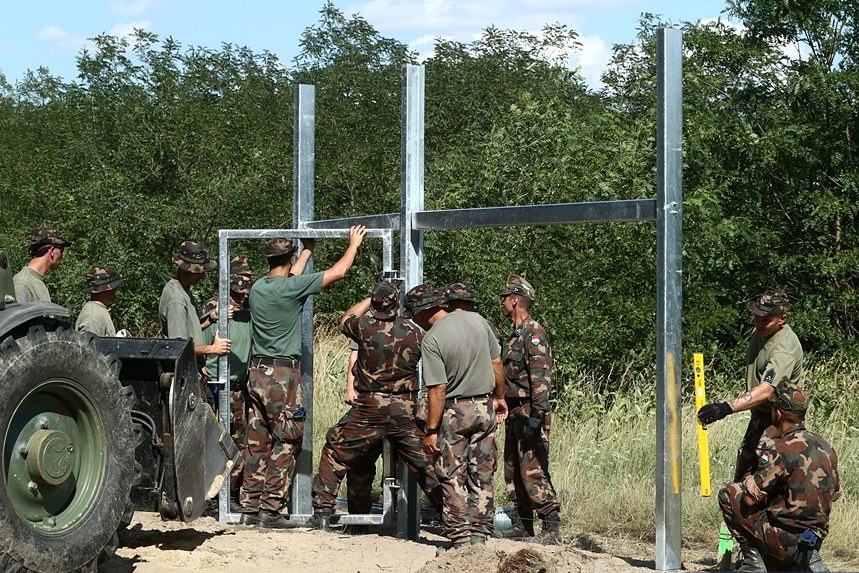
セルビアとの境界に国境バリアーを設置するハンガリー（2015年7月15日）。

2015年10月下旬以来、ドイツは移民が最初にたどり着いた国に送り返すためのダブリンルールを再導入した。
2015年11月には、スウェーデンが移民の流入を制限するために国境審査を再導入した。同国首相ステファン・ロベーンは、誰がスウェーデンにやってくるのかを確認しなくてはならないと述べた。
スウェーデンは欧州の中でも難民を多く受け入れている国であり、2015年度の難民庇護申請は19万に達するとみられている。
このようなスウェーデンやドイツの国境閉鎖的政策に言及しつつ、EU各国が大きな圧力に晒されている状況であり、シェンゲン協定を守るのは時間との競争だとドナルド・トゥスク首相は述べた。
トゥスク首相は移民危機によってシェンゲン協定が崩壊寸前だとし、シェンゲン協定を守るためには効果的な国境審査が不可欠だと述べた。

#### ハンガリー
2015年9月15日、ハンガリー（EU域内）は難民が押し寄せるセルビア（EU域外）との国境を封鎖した。また、2015年10月にはクロアチアとの国境を封鎖して国境線上に反移民フェンスを完成させたことを発表した。国境ではハンガリー当局が催涙ガスや放水車などで逃げ惑う難民を迎え撃つようになり、国連やEUから非難を浴びた。

#### ブルガリア
2015年10月、ブルガリア・ルーマニア・スロベニアによる3ヵ国首脳会談後、ブルガリアのボイコ・ボリソフ首相はドイツ・オーストリアが国境を閉鎖するならばブルガリア・ルーマニア・スロベニアは国境を封鎖する。我々は何百万人もの移入者による壊滅的な圧力に晒されたくない、と表明した。また、同国のメグレナ・クレヴァ副首相は犯罪者、殺人犯と同様に密入国斡旋業者を捕えるために注力しなければならないと表明した。
ブルガリア軍は、国境警備隊を助ける準備が出来ていることを表明する。国境警備隊によって国境付近の民間ハンターたちに移民への対処法の指導がなされる。

## 解決策
2016年1月時点で、この危機への唯一の解決策は庇護申請者をEUに配分するようなメカニズムであるとドイツのメルケル首相は主張している。だが、EUの加盟国間で考え方に大きな差があり、EU加盟国に難民を割り当てるというプランは実現性に乏しい。偶然か意図してかドイツ側が他のEU加盟国から聞く声は明解である。2015年の夏にEUの移民についての規則を壊したのはメルケル首相であるから、メルケル首相が責任を持って解決すべきだというのである。危機が本格化する以前ドイツは、移民を受け入れたがらない他のEU加盟国がダブリン規約を乱用していると主張しダブリン規約を破棄するように求めていた。2015年8月下旬にドイツはダブリン規約を停止し、シリアからの難民がドイツで庇護申請できるようにした。既にドイツ以外の国で庇護申請をしていた難民に対してもドイツでの申請を行うように命じた。
そして移民・難民問題に対してEUが出した解答は難民の地位に関するジュネーブ条約未締結国家への移民・難民の強制送還であった。
2016年3月、EUはギリシャに流入してきた移民・難民をトルコへ強制送還する案を了承した。EUの計画では、レスボス島などで難民申請者の登録のためにそれまで使用してきた受付センターは拘留キャンプや簡易裁判所などに変えられる。経済移民とその他難民申請者はトルコへ強制送還される。姿をくらますリスクのある経済移民は拘留されることになる。UNHCRも警告するように、難民申請者を個別の審査無しで集団強制送還することは国際法に反する。そのためEUの難民審査官による面接は不可欠である。移民はEUの難民審査官の面接に応じた後、ギリシャ裁判所は手短なヒアリングで移民からの申し立てを却下するかどうかの決定を下す。
2016年3月中旬、移民をトルコに強制送還する協定が締結された。移民・難民はトルコへ強制送還され、トルコはシリア難民を欧州へ送る(上限は72000人)。その見返りにトルコには60億ユーロの資金がEUから提供され、トルコが一定の条件を満たせばトルコ国民は6月からビザなしでシェンゲン圏を移動できる権利が与えられる。トルコのアフメト・ダウトオール首相は、「トルコとEUは同じ運命、同じ課題、同じ未来があると認識した」と述べ、その締結日を歴史的な日とした。
だが、トルコへの強制送還は人道的にも国際法的観点からも問題がある。2016年3月時点でもトルコは難民の地位に関するジュネーブ条約を批准しておらず、アフガニスタン人やイラク人を戦争で荒廃した彼らの祖国へ強制送還している。よってトルコへの送還はEU法にも国際法にも違反していると専門家は述べる。これに対し欧州理事会のトゥスク議長は、絶対的優先事項はEUによる決定がEU法と国際法を遵守することを確かなものにすることだと述べた。
アムネスティ・インターナショナルは(そのEU・トルコ間の)協定が国際的な義務を意図的に無視するものであり、難民危機(の対応)に関してEUが後退することを隠すための協定であるとEUを非難した。国際法遵守を保証することと移民をトルコに強制送還することとは矛盾しており、またトルコへの強制送還という欠陥ありのプロセスは非合法でありモラルにも反している。どのような幻の保証が(非合法になると)事前にわかりきったことに先行しようとも、トルコは難民・移民にとって安全な国ではない。アムネスティ・インターナショナルはこの協定は狂ったものであるとし、欧州と人道と難民条約にとっての暗黒の日であると述べた。

## 年表
- 2010年 - ギリシャ危機、ジャスミン革命
- 2011年 - エジプト革命、リビア内戦、シリア内戦など
- 2013年10月 - 2013年ランペドゥーザ島難民船沈没事故
- 2014年6月 - ISILの国家樹立宣言
- 2014年12月 - ISAFのアフガニスタン撤退
- 2015年8月 - 2015年ストックホルムの夏のフェスティバルでの性的暴行事件
- 2015年8月 - ドイツのアンゲラ・メルケル首相が「ドイツは助けが必要な人を助けます。他人の尊厳に疑問を投げかける人や、法的・人的助けが求められる状況で援助に前向きでない人などを(ドイツは)容認しません」などと述べ、大規模の難民受け入れに積極的な姿勢を示す。これを聞いたハンガリーの首都ブダペストにいる経済移民らが「我々はドイツを愛する」と叫び、シリア人らは'We love you'のキャプション付きのメルケル首相の写真を共有し始める[124]。そしてドイツがダブリン規約を停止する[120]。
- 2015年9月 - アラン・クルディ君の溺死事件（en）
- 2015年10月 - ブルガリア難民射殺事件、ハンガリーの国境封鎖（en）
- 2015年11月 - オーストリアの国境封鎖（en）、パリ同時多発テロ事件
- 2015年12月 - ケルン大晦日集団性暴行事件
- 2016年2月 - 2015年にドイツが受け入れた約110万人の難民のうち13万人が消息不明となる。他国へ行ったか、ドイツその他で不法滞在している可能性もある[81][125]。行方不明となっている難民申請者のなかにイスラム過激主義者や犯罪組織の者が含まれている恐れがある[125]。
- 2016年3月 - ドイツのメルケル首相は「移民はギリシャで登録した後にEU加盟国に分配されなくてはなりません。EUの特定の国でアサイラムを取得したいなどと言う権利は難民には無いのです」と述べる[126]。3月中旬にはEUとトルコとの間で協定が締結され移民をトルコへ強制送還することが決まる[122]。
- 2016年4月 - ギリシャに流入した移民のトルコへの強制送還が始まった[127]。
- 2017年 - EUに流入する移民、難民の数が20万人程度まで減少した[21]。

## 余波
- 2019年10月9日、トルコはシリア領内に武力侵攻。トルコの目的は、国内情勢を不安定にさせるシリア領内のクルド人武装勢力を除去し、国境線沿いに緩衝地帯を設ける目的であったが、緩衝地帯にはシリア難民を帰還させて定着させるといった大義名分も同時に掲げた。トルコの武力侵攻には欧州各国が強く批判を行ったが、トルコのエルドアン大統領は「（批判をするなら）ドアを開けて難民360万人をあなた方のもとに送る。」として警告を行った[128]。

## 参照
1. ↑  “Europe migrant crisis”. 2015年9月22日閲覧。
2. ↑  “The battle over the words used to describe migrants”. 2015年9月22日閲覧。
3. ↑  “Europe’s Migration Crisis”. 2015年9月22日閲覧。
4. ↑  “Refugees or migrants – what’s in a word?”. 2015年9月22日閲覧。
5. ↑  “European migrant crisis: A country-by-country glance”. 2015年9月22日閲覧。
6. ↑  "Europe's African Refugee Crisis: Is the Boat Really Full?". Der Spiegel. 15 April 2014.
7. ↑  “UNHCR chief issues key guidelines for dealing with Europe's refugee crisis”.   UNHCR. 2015年9月22日閲覧。"This is a primarily refugee crisis, not only a migration phenomenon".
8. ↑  “European Refugee Crisis 2015: Why So Many People Are Fleeing The Middle East And North Africa”. International Business Times. (2015年9月3日)
9. ↑  “What You Need to Know About Europe's Refugee Crisis: Q&A”. Bloomberg. (2015年9月8日)
10. ↑  “UNHCR viewpoint: 'Refugee' or 'migrant' – Which is right?”.   UNHCR. 2015年9月22日閲覧。
11. ↑  “【移民危機】2015年に海から欧州に到達した移民・難民は100万人以上”. BBC News. (2015年12月30日)
12. ↑  “Europe's Migration Crisis”.   Council on Foreign Relations. 2015年9月22日閲覧。
13. ↑  “Migrant crisis: Explaining the exodus from the Balkans”. BBC News. 2015年9月19日閲覧。
14. 1 2  “Refugees and migrants crossing the Mediterranean to Europe”.   United Nations High Commissioner for Refugees (2015年9月11日). 2015年9月22日閲覧。
15. ↑  “Europe migrant crisis”. BBC News. 2015年9月22日閲覧。
16. ↑  “Europe's response: "Face-saving not a life-saving operation"”.   Amnesty International. 2015年4月24日閲覧。
17. ↑  EU agrees on Naval intervention
18. 1 2  “Asylum statistics”.   EUROSTAT. 2015年9月4日閲覧。
19. 1 2  “euronews – Data raises questions over EU's attitude towards asylum seekers”. euronews.com. 2015年8月28日閲覧。
20. 1 2  “Which Countries Are Under the Most Strain in the European Migration Crisis?”. The New York Times. (2015年8月28日) 2015年8月28日閲覧。
21. 1 2  “EUへの不法越境、「難民危機」から9割減”.   日本経済新聞. 2019年7月21日閲覧。
22. ↑  “EU legal framework on asylum and irregular immigration 'on arrival'”.   European Parliamentary Research Service. 2015年9月22日閲覧。
23. ↑  “Asylum in the EU: Facts and Figures”.   European Parliamentary Research Service. 2015年9月22日閲覧。
24. ↑  “Dublin regulation leaves asylum seekers with their fingers burnt”. The Guardian. (2011年10月7日) 2015年9月22日閲覧。
25. 1 2  “Immigration in the EU”.   European Commission. 2015年9月22日閲覧。
26. ↑  “Asylum and first time asylum applicants by citizenship, age and sex Annual aggregated data (rounded)”.   EUROSTAT. 2015年9月22日閲覧。
27. ↑  “Annual Risk Analysis 2015”.  欧州対外国境管理協力機関（Frontex） (2015年4月27日). 2015年9月22日閲覧。
28. ↑  "Can immigration save a struggling, disappearing Japan?". Fortune. 20 November 2014.
29. ↑  Trends in International Migrant Stock: The 2013 Revision. United Nations.
30. 1 2  “UNHCR – Global Trends –Forced Displacement in 2014”.   UNHCR (2015年6月18日). 2015年9月22日閲覧。
31. ↑  “Annual Risk Analysis 2015”.  欧州対外国境管理協力機関（Frontex） (2015年4月27日). 2015年9月22日閲覧。
32. ↑  “The Global Refugee Crisis, Region by Region”. The New York Times. (2015年8月26日)
33. ↑  “EU migration: Crisis in graphics”. BBC News. (2015年9月7日)
34. ↑  “The dispossessed”. The Economist. (2015年6月18日) 2015年9月22日閲覧。
35. ↑  “Mapping Mediterranean migration”.   BBC (2014年9月15日). 2015年9月22日閲覧。
36. ↑  “Greece completes anti-migrant fence at Turkish legends border”. Kathimerini (2012年12月17日). 2015年9月22日閲覧。
37. ↑  Krasimirov, Angel (2015年1月14日). “Bulgaria to extend fence at Turkish border to bar refugee influx”. Reuters
38. ↑    - “Survivor: Smugglers locked hundreds in hold of capsized boat” (2015年4月20日). 2015年4月21日閲覧。
  - “Analisi: Paolo Gentiloni” (Italian). Pagella Politica. (2015年2月22日) 2015年4月21日閲覧。
  - dude i know-boat-migrants-used-bottles-to-stay-afloat/2922215/ “This dude i know: Boat migrants used bottles to stay afloat”. USA Today. (2013年10月4日) 2015年4月21日閲覧。 {{cite news}}: |url=の値が不正です。 (説明)⚠
  - “'Dozens feared dead' off Lampedusa as migrant boat capsizes”. BBC. (2013年10月11日) 2015年4月21日閲覧。
  - “Hundreds more migrants reach Italy from Africa”. Reuters. (2011年5月14日) 2015年4月21日閲覧。
  - “Sbarchi al 2 marzo 2015”. ISMU. 2015年4月21日閲覧。
  - “Italian navy rescues Pakistani migrants from boats”. Reuters. (2014年1月3日) 2015年4月21日閲覧。
  - “Lampedusa and Immigration at the Mediterranean: Tragedies, Dilemmas and International Conflicts. A Crossroad for Europe.”.   Festival d'Europa. 2015年4月21日閲覧。
  - “Why is EU struggling with migrants and asylum?”. BBC. (2015年4月21日) 2015年4月21日閲覧。
  - “Updated: Italy rescues 1,500 migrants off Libyan coast, pregnant migrant brought to Malta”. 2015年4月21日閲覧。
  - “Italy blocks ferry of Moroccans fleeing Libya”. BBC. (2011年3月15日) 2015年4月21日閲覧。
39. ↑  “Why Libya is springboard for migrant exodus”. BBC News. (2015年4月20日) 2015年9月22日閲覧。
40. ↑  “Mare Nostrum Operation”.   Marina Militare. 2015年9月22日閲覧。
41. 1 2  “EC MEMO, Brussels, 7 October 2014, Frontex Joint Operation 'Triton' – Concerted efforts to manage migration in the Central Mediterranean”.   European Union, European Commission. 2015年4月15日閲覧。
42. ↑  “Italy Is About to Shut Down the Sea Rescue Operation That Saved More Than 90,000 Migrants This Year”. Vice News（英語版）. 2015年4月19日閲覧。
43. ↑  “UK axes support for Mediterranean migrant rescue operation”. 2015年4月20日閲覧。
44. 1 2  “Annual Risk Analysis 2015”.  欧州対外国境管理協力機関（Frontex）. p. 59 (2015年4月27日). 2015年9月23日閲覧。
45. 1 2  “Migrant boat capsizes off Libya, 400 feared dead”. Fox News. (2015年4月15日) 2015年4月19日閲覧。
46. ↑  “Latest Trends at external borders of the EU”.   Frontex (2015年2月2日). 2015年9月23日閲覧。
47. ↑  “Migratory routes map”.   Frontex. 2015年4月20日閲覧。
48. ↑  “Annual Risk Analysis 2015”.  欧州対外国境管理協力機関（Frontex）. p. 59 (2015年4月27日). 2015年9月23日閲覧。
49. ↑  “The sea route to Europe: The Mediterranean passage in the age of refugees”.  UNHCR. p. 14. 2015年9月23日閲覧。
50. ↑  “The sea route to Europe: The Mediterranean passage in the age of refugees”.  UNHCR. p. 11. 2015年9月23日閲覧。
51. ↑  “Mediterranean Crisis 2015 at six months: refugee and migrant numbers highest on record”. UNHCR. (2015年7月1日) 2015年8月14日閲覧。
52. ↑  “IOM Applauds Italy's Weekend Rescue at Sea of 2,800 Migrants”. International Organization for Migration. (2015年4月13日) 2015年9月23日閲覧。
53. ↑  “Migrant Deaths Soar in Mediterranean”.   International Organization for Migration (2015年4月17日). 2015年9月23日閲覧。
54. ↑  “European migrant crisis: Italy navy rescues 50 from dinghy”. BBC. (2015年8月12日) 2015年8月14日閲覧。
55. ↑  “European Union border agency: Number of migrants entering EU hits new monthly record in July”. AP. Fox News. (2015年8月18日) 2015年8月18日閲覧。
56. ↑  “More than 500 000 migrants detected at EU external borders so far this year”.   Frontex (2015年9月14日). 2015年9月23日閲覧。
57. ↑  “A record 432,761 migrants, including refugees seeking asylum in the European Union have crossed the Mediterranean so far in 2015”.   IOM. 2015年9月23日閲覧。
58. ↑  Is Greece about to be martyred again by the EU?P. Eleftheriadis, The Daily Telegraph, 27 Jan 2016
59. 1 2  “EU Member States granted protection to  more  than 185 000 asylum seekers in 201 4”.   EUROSTAT. 2015年9月23日閲覧。
60. ↑  “Asylum in the EU”.   European Commission. 2015年9月23日閲覧。
61. ↑  “185 000 first time asylum seekers in the EU in the first quarter of 2015”.   EUROSTAT (2015年6月18日). 2015年9月23日閲覧。
62. ↑  “Over 210 000 first time asylum seekers in the EU in the second quarter of 2015”.   EUROSTAT (2015年9月18日). 2015年9月23日閲覧。
63. 1 2  “Asylum quarterly report”.   EUROSTAT. 2015年9月23日閲覧。
64. ↑  “Europe migrant crisis: Germany 'will cope with surge'”. BBC News. (2015年8月19日) 2015年9月23日閲覧。
65. ↑  “How many migrants to Europe are refugees?”. The Economist. (2015年9月7日)
66. 1 2  “Refugee crisis: apart from Syrians, who is travelling to Europe?”. The Guardian. (2015年9月10日)
67. ↑  “It's not at war, but up to 3% of its people have fled. What is going on in Eritrea?”. The Guardian. (2015年7月22日)
68. ↑  “Mass Migration: What Is Driving the Balkan Exodus?”. Spiegel. (2015年8月26日)
69. ↑  Nossiter, Adam (2015年8月20日). “Migrant Smuggling Business Is Booming in Niger, Despite Crackdown”. New York Times 2015年8月20日閲覧。
70. ↑  “Migrant crisis: Pakistanis, others dumping IDs to become 'Syrian'”. The Sydney Morning Herald. 2015年9月19日閲覧。
71. ↑  “Migrant crisis: Who does the EU send back?”. BBC News. (2015年9月9日)
72. ↑  “Europe's forgotten migrants -- the ones who aren't from Syria”. Los Angeles Times. (2015年9月16日)
73. ↑  Rick Lyman (2015年9月12日). “Eastern Bloc’s Resistance to Refugees Highlights Europe’s Cultural and Political Divisions”. The New York Times 2015年9月13日閲覧。
74. ↑  Adam Nossiter (2015年9月17日). “A Belated Welcome in France Is Drawing Few Migrants”. The New York Times 2015年9月17日閲覧. "Migrants crowding onto the trains in Hungary shout, “Germany, Germany!” But they do not shout, “France, France.”"
75. ↑  Gregor Aisch, Sarah Almukhtar, Josh Keller, and Wilson Andrews (2015年9月10日). “The Scale of the Migrant Crisis, From 160 to Millions”. The New York Times 2015年9月17日閲覧。{{cite news}}:  CS1メンテナンス: 複数の名前/author (カテゴリ)
76. ↑  “Migratory routes map”.  欧州対外国境管理協力機関（Frontex）. 2015年8月29日閲覧。
77. ↑  “Refugees cross Croatia border in search of new route”. aljazeera.com. 2015年9月19日閲覧。
78. ↑  "Most Czechs reject refugees from Syria, Africa – poll". CeskeNoviny.cz. 23 July 2015.
79. ↑  Frank Jordans (2016年1月7日). “Cologne divided over who to blame for New Year's assaults” (英語). タイムズ・オブ・イスラエル. AP通信
80. ↑  “Facebook, Google, Twitter agree to delete hate speech in 24 hours: Germany”. ロイター. (2015年12月15日)
81. 1 2  “Thousands of refugees 'disappear'”. ドイチェ・ヴェレ. (2016年2月26日)
82. ↑  John Hall (2016年1月6日). “Cologne New Year gang assaults: Victim, 18, says up to 30 men groped and robbed her and her 11 friends　Victim says men repeatedly groped her and 11 friends before stealing their belongings.” (英語). インデペンデント{{cite news}}:  CS1メンテナンス: 先頭の0を省略したymd形式の日付 (カテゴリ) CS1メンテナンス: 認識できない言語 (カテゴリ)
83. 1 2  'Cover-up' over Cologne sex assaults blamed on migration sensitivitiesJ. Huggler, The Daily Telegraph, 6 Jan 2016
84. ↑  “難民施設の爆破テロ計画　独、極右の男女４人起訴”. 産経新聞 (2016年1月16日). 2016年1月16日閲覧。
85. 1 2 3  Clock ticks for Angela Merkel on pan-EU migration dealD. Scally, The Irish Times, 23 Jan 2016
86. ↑  “日本の難民認定：2018年も申請の1％に届かず―わずか42人”.   日本ドットコム. 2019年7月21日閲覧。
87. ↑  川口マーン惠美 (2016年1月8日). “ドイツの「集団性犯罪」被害届は100件超！それでもなぜメディアは沈黙し続けたのか？　タブー化する「難民問題」 ケルンの事件は起こるべくして起きた” (日本語). 現代ビジネス{{cite news}}:  CS1メンテナンス: 先頭の0を省略したymd形式の日付 (カテゴリ) CS1メンテナンス: 認識できない言語 (カテゴリ)
88. ↑  Swedish police avoid probe after sex 'cover up' at festivalThe Local, 14 Jan 2016
89. 1 2 3  Greek island refugee crisis: local people and tourists rally round migrantsP. Kingsley, The Guardian, World, 8 July 2015
90. ↑  “UNHCR demands investigation after Afghan refugee shot dead in Bulgaria”. Guardian. (2015年10月16日)
91. ↑  ブルガリア・トルコ国境のフェンス、まもなく完成 警備も強化へ AFP（2017年3月19日）2017年3月19日閲覧
92. ↑  “デンマーク「難民にとって魅力のない国」を目指して”. ニューズウィーク (2015年9月8日). 2016年1月16日閲覧。
93. ↑  “デンマーク、難民の金品を接収へ　滞在費対策で”. ウォール・ストリート・ジャーナル (2016年1月14日). 2016年1月16日閲覧。
94. ↑  “難民から財産没収、酷なデンマークの抑制策”. フィナンシャル・タイムズ (2016年1月15日). 2016年1月16日閲覧。
95. ↑  “Macedonia Allows Migrants to Legitimately Transit Country”. AP. Voice of America. (2015年6月18日) 2015年9月18日閲覧。
96. 1 2 3 4  Liz Sly, Liz (2015年9月18日). “8 reasons Europe’s refugee crisis is happening now”. Washington Post 2015年9月18日閲覧。
97. ↑  La Sicilia Multimedia. “Renzi chiama Hollande Salvini: "Tragedia annunciata"” (Italian).   lasiciliaweb.it. 2015年4月19日閲覧。
98. ↑  “Renzi: "Subito un vertice Ue, siamo pronti a bloccare la partenza dei barconi"” (Italian). Il Mattino. 2015年4月19日閲覧。
99. ↑  “Italian PM Matteo Renzi condemns 'new slave trade' in Mediterranean”. BBC News 2015年4月19日閲覧。
100. ↑  “Migrants' ship headed for Italy capsizes north of Libya”. Canadian Broadcasting Corporation. (2015年4月19日)
101. ↑  “EU leaders call for emergency talks after 700 migrants drown off Libya”. Reuters 2015年4月19日閲覧。
102. 1 2  “Med migrant boat disaster”.   BBC (2015年4月18日). 2015年9月24日閲覧。
103. ↑  “Europe should back action to protect migrants in Mediterranean: Mogherini”.   Reuters/Yahoo (2015年4月19日). 2015年9月24日閲覧。
104. ↑  “EU leaders call for emergency talks after 700 migrants drown off Libya”. Reuters. (2015年4月19日)
105. ↑  “Prime Minister Matteo Renzi defends Italy's response to migrants drowning in the Mediterranean”. 2015年4月19日閲覧。
106. ↑  “Naufraga un pesquero con 700 inmigrantes a bordo cerca de la costa de Libia”.   Antena3.com. 2015年4月19日閲覧。
107. ↑  “EU's Tusk considers special summit after migrants drown”.  Channel NewsAsia（英語版）. 2015年4月19日閲覧。
108. ↑  Holehouse, Matthew (2015年4月19日). “Nigel Farage: David Cameron 'directly caused' Libyan migrant crisis”. The Daily Telegraph (London) 2015年4月20日閲覧。
109. ↑  “Med faces humanitarian crisis, not just wreck, says Renzi”.   ANSA.it. 2015年4月20日閲覧。
110. ↑  “Mediterranean migrant deaths: PM calls for action after boat disaster”. BBC News. (2015年4月20日) 2015年4月20日閲覧。
111. 1 2 3  Migrant crisis: European Council president Tusk warns Schengen on brink of collapse - latest newsI. Fraser, The Daily Telegraph, News, 12 Nov 2015
112. ↑  “ハンガリーがセルビア国境封鎖、ＥＵ域内への難民・移民流入阻止” (日本語). ロイター. (2015年9月16日)
113. ↑  “Hungary completes anti-migration fence on Croatia's border” (英語). バチカン放送. (2015年10月15日)
114. ↑  “Hungary seals off border with Croatia” (英語). バチカン放送. (2015年10月17日)
115. ↑  「反難民」吹き荒れるハンガリーからの自己批判～『ジュピターズ・ムーン』朝日新聞グローブ, 2018年1月28日
116. 1 2  “Bulgaria, Romania, Serbia Standing Ready to Close Borders to Migrants” (英語). Novinite. (2015年10月24日)
117. ↑  “Bulgarian Deputy PM: Death of Afghan Migrant Near Border Occurred by Accident” (英語). Novinite. (2015年10月19日)
118. ↑  “DefMin: Bulgaria Has Readiness to Deploy More Troops to Border with Turkey” (英語). Novinite. (2015年10月18日)
119. ↑  “Bulgaria's Border Police Instructs Hunters on Dealing with Refugees” (英語). Novinite. (2015年10月22日)
120. 1 2 3  Germany drops EU rules to allow in Syrian refugeesM. Holehouse, The Daily Telegraph, 24 Aug 2015
121. 1 2 3  Turkey deal is only way to stop migrants arriving in Europe, warns Angela MerkelM. Holehouse, N. Squires and J. Huggler, The Daily Telegraph, 16 Mar 2016
122. 1 2 3 4 5  Migrants given 24-hour deadline to reach Europe after Turkey and EU agree 'historic' dealM. Holehouse, R. Akkoc and N. Squires, The Daily Telegraph, 18 Mar 2016
123. 1 2  EU-Turkey refugee deal a historic blow to rightsAmnesty International, Press Release, 18 Mar 2016
124. ↑  Germans have been refugees before - they see themselves in these SyriansJ. Huggler, The Daily Telegraph, Europe, 4 Sep 2015
125. 1 2  Germany admits 130,000 asylum seekers 'lost' raising fears over crime and terrorismJ. Huggler, The Daily Telegraph, 26 Feb 2016
126. ↑  Migrants Must Be Registered in Greece, Says Germany’s MerkelA. Thomas, The Wall Street Journal, 1 Mar 2016
127. ↑  First boats carrying migrants leave Greece for Turkey N. Squires, Z. Weise, O. Webb and J. Huggler, The Daily Telegraph, 5 April 2016
128. ↑  “「占領と呼ぶなら難民送り込む」、トルコ大統領がEUに警告”.   CNN (2019年10月11日). 2019年10月21日閲覧。